# オレポーズ 〜俺なりのラブソング〜
『オレポーズ 〜俺なりのラブソング〜』は、2008年11月12日にEpic Records Japanから発売されたPENGINの1枚目のシングル。

## 解説
メジャー・デビュー・シングル。ミュージック・ビデオにピングーとピンギが出演。

## 収録曲
全作詞：PENGIN／作曲・編曲：PENGIN・小高光太郎
1. オレポーズ 〜俺なりのラブソング〜（4：41）
日本テレビ系列
「歌スタ!!」11月度お題歌
『音楽戦士 MUSIC FIGHTER』2009年1月度POWER PLAY
エフエム福島『OH!MOSHI-FUKUSHIMA』2008年11月度エンディングテーマ
UHF局27局ネット『MUSIC B.B.』2009年1月度オープニングテーマ
2. 素晴らしき世界（3：42）
3. ナナナ(demo version)（1：47）